# 304908 Steveoda
304908 Steveoda este o planetă minoră (asteroid) din Mars-crossing asteroid⁠(d). A fost descoperită pe 13 septembrie 2007 la Catalina Station⁠(d) de Catalina Sky Survey. 
Obiectul prezintă o orbită caracterizată de o semiaxă mare de 2,5303306517845 UAi, o excentricitate de 0,35191040928423, o înclinație de 12,437711684482 ° în raport cu ecliptica.